# 奧基喬比湖

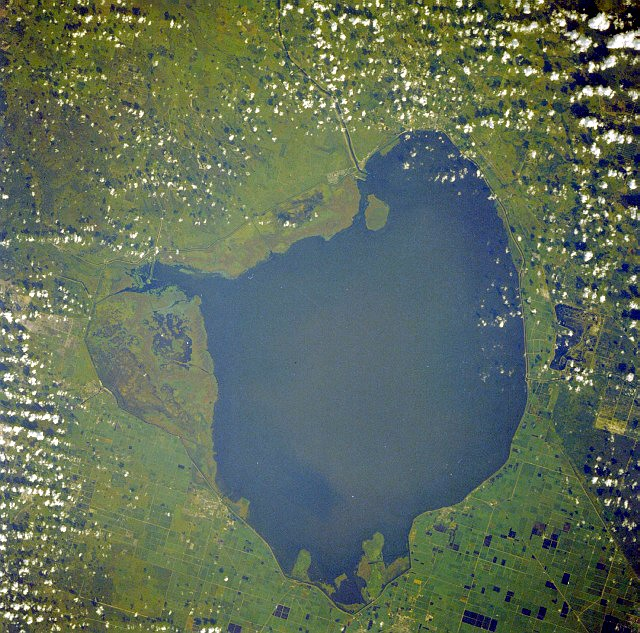
奧基喬比湖

奧基喬比湖（英語：Lake Okeechobee）是位於美國佛羅里達州最大的淡水湖，也是完全位於美國領土內的湖泊中面積第四大湖泊，水深較淺，平均水深只有3米，最大水深有4米。湖底由石灰岩組成。由於附近農地有磷排出導致奧基喬比湖的水質較為渾濁。奧基喬比湖在當地原住民語言中的意思是大湖。